# Cynoglossus sealarki
Cynoglossus sealarki és un peix teleosti de la família dels cinoglòssids i de l'ordre dels pleuronectiformes que es troba a les costes de l'oest de l'oceà Índic.